# Gustaw Ożana
Gustaw Ożana, též Gustáv Ožana (27. července 1909, Prostřední Suchá – 15. dubna 1945 Stein an der Donau) byl evangelický duchovní, účastník polského protinacistického odboje a oběť nacismu.
Teologii studoval v Bratislavě a ve Varšavě. V letech 1932–1933 sloužil slovenským evangelíkům ve Francii. Následně byl až do roku 1939 katechetou evangelického sboru v Třinci.
Po vypuknutí Druhé světové války byl záhy zbaven svého úřadu katechety. V rámci výkonu nucených prací byl zařazen na místo administrativního pracovníka ve Vídni. Zapojil se do odboje a stal se součástí polské výzvědné organizace „Stragan“, jež byla součástí Zemské armády. Jeho činnost byla prozrazena, a tak byl na jaře 1943 zatčen a dva roky vězněn ve Vídni. V roce 1945 byl odsouzen k trestu smrti. Když se Rudá armáda blížila k Vídni, podstoupil s ostatními vězni 70 km dlouhý pochod a nakonec byl s ostatními zastřelen v tvrzi Stein an der Donau.